# Акош Кіньїк
Акош Кіньїк (угор. Ákos Kinyik, нар. 12 травня 1993, Дебрецен) — угорський футболіст, захисник клубу «Пакш».

## Ігрова кар'єра
Народився 12 травня 1993 року в місті Дебрецен. Вихованець футбольної школи клубу «Дебрецен». 2012 року для отримання ігрової практики був відданий в оренду до клубу третього дивізіону «Летавертеш», в якій провів два сезони, взявши участь у 42 матчах чемпіонату. Більшість часу, проведеного у складі, був основним гравцем захисту команди. Після цього Кіньїк повернувся до рідного клубу і відіграв за дублерів клубу з Дебрецена наступні два сезони своєї ігрової кар'єри. Граючи у складі другої команди «Дебрецена» також здебільшого виходив на поле в основному складі команди. Після цього 2016 року був орендований клубом другого дивізіону «Будайорш», у складі якого провів наступний рік своєї кар'єри гравця. Тренерським штабом нового клубу також розглядався як гравець «основи».
Влітку 2017 року Акош нарешті був заявлений за основу рідної команди «Дебрецен», де 29 липня 2017 року Кіньїк зіграв свій перший матч у вищому дивізіоні Угорщині у грі проти «Пакш» (1:1). Загалом провів за рідну команду за 4 сезони понад 100 ігор у чемпіонаті.
До складу клубу «Пакш» приєднався влітку 2021 року. З командою двічі поспіль у 2024 та 2025 роках ставав володарем Кубка Угорщини. Станом на 2 серпня 2025 року відіграв за клуб з Пакша 104 матчі в національному чемпіонаті.

## Титули і досягнення
- Володар Кубка Угорщини (2):

«Пакш»: 2023/24, 2024/25